# Chevaux de Saint-Marc
Les chevaux de Saint-Marc sont quatre statues antiques de chevaux de cuivre coulé, faisant partie d'un quadrige qui ornait autrefois l'hippodrome de Constantinople. Les Vénitiens les enlevèrent en 1204 et les placèrent sur une galerie, au-dessus de la porte principale de la basilique Saint-Marc de Venise. Ils sont aujourd'hui remplacés par des répliques, les originaux étant conservés à l'intérieur de la basilique.

## Historique
Les quatre chevaux ont une origine toujours débattue : Celui que nous étudions est en bronze doré (96% de cuivre) datant de l’Antiquité, peut-être de l’école grecque de Lysippe.
Son parcours est assez flou. Les premiers témoignages du Xème siècle (manuscrit : Patria sive Origines Urbis Constantinopolitanae)  tendent à dire que l’œuvre arriva à Constantinople sous Théodose II (405-450) : « Les 4 chevaux revêtus d'or que nous voyons sur les positions de départ des attelages sont arrivés de Chios sous le règne  de Théodose ». Cette mention se retrouve également au XIIème-XIIIème siècle chez Nicétas  (le Nicétas ici est probablement Nicétas Choniatès secrétaire de l’empereur vers 1180 et historien byzantin). Il est toutefois possible que Nicétas décrive un deuxième quadrige (les chevaux avec le char, un aurige et une statue de la Fortune), fait sur ordre de Constantin, qui aurait par la suite disparu et qui servait dans les rites pour célébrer l’anniversaire de la ville. Selon l’ancien conservateur en chef de la basilique Saint Marc, Ettore Vio, il ne fait aucun doute que le quadrige est grec mais il était peut-être destiné originellement à Rhodes ou Chios avant d’être transféré à Constantinople non pas par Théodose II mais déjà avant par Constantin lui-même (310-337). Il est cependant clair que le quadrige arriva à Constantinople entre le IVème et le Vème siècle ap. J-C.   Il fut par la suite, sous Théodose II, installé au nord de l’Hippodrome sur le « carceres » (la tour d’entrée de l’Hippodrome). On voit que le quadrige dans l’Antiquité revêt principalement une fonction religieuse et politique dans l’espace public. En effet, il symbolise la puissance mythologique qui protège mais représente aussi la stabilité et la bonne santé économique.
Le parcours du quadrige évolue au XIIIème siècle. En effet, dès le XVème siècle, un manuscrit nous indique qu’en 1204 les chevaux devinrent propriété vénitienne, sur demande expresse du doge Enrico Dandolo , à la suite du saccage de Constantinople : « Puis, en 1204, de nombreuses tablettes de marbre et de porphyre ont été apportées de Constantinople... et de même, quatre chevaux de bronze ont été apportés de Constantinople ». D’ailleurs un bas-relief du XVIème siècle conservé dans l’église vénitienne de San Francesco della Vigna illustre le transfert des chevaux à Venise et une trace  écrite de la même période signale une dégradation sur une patte d’un des chevaux (patte brisée)  lors du transport. A son arrivée à Venise, le quadrige fut probablement entreposé dans l’Arsenal de la ville avant d’être installé sur l’arc de triomphe du portail central de Saint-Marc, probablement durant le dogat de Pietro Ziani (1205-1229) et à la suite de modifications structurales de la basilique vers 1253-1268 sur ce même arc de triomphe. Le quadrige se retrouva donc dans une scénographie urbaine fortement politique à côté du Saint Patron de la ville.
Durant cette période, la sculpture devient donc un symbole de victoire du passage de Venise en Orient. Le quadrige est le point de mire de toute la place et transmet la vision d’une Venise victorieuse, belle, noble, symbole de force, de maitrise, d’élégance et d’équilibre. Etonnamment, c’est aussi un symbole de raison et de liberté pour une ville « contre-nature », qui fut entièrement créée par l’humain. La victoire joue ici de tous points de vue un rôle central. Le quadrige est également un symbole chrétien. En effet, ce sujet sculptural est une notion qui se christianise durant le Haut Moyen-Âge. Les quatre chevaux représentent   ainsi les quatre Evangélistes (dont fait partie Saint Marc) ou leurs évangiles (la Quadriga Domini) afin d’illustrer leurs rôles dans la diffusion du Verbe avec le Christ à la tête de l’attelage.
Venise peut donc se placer comme en tête de la chrétienté conquérante. Ce quadrige du Christ trouve ainsi parfaitement sa place auprès de Saint Marc, saint-patron de Venise, pour perpétuer la mémoire   de la Quatrième croisade mais aussi créer l’idée que la république maritime est l’héritière et la successeure légitime de la Constantinople byzantine. Le quadrige incarne symboliquement le transfert supposé du pouvoir byzantin à Venise dont le doge obtient la titulature suivante « dominator quarte et dimidie partis totius imperii Romanie » (seigneur des trois huitièmes de l’empire romain).
L’ultime « voyage » du quadrige fut durant les guerres napoléoniennes entre 1797 et 1815. En effet, à la suite de la campagne d’Italie, Napoléon se forma un butin de guerre dont faisait notamment partie le Lion de Venise mais aussi le quadrige qui fut retiré et envoyé à Paris et installé sur l’arc de triomphe du carrousel où encore  aujourd’hui on peut y trouver une copie datant du XIXème siècle mais avec un char. Il existe  également une copie à Versailles commandée par le Roi Charles X en 1828. Durant la « période française » de l’œuvre, la fonction antique reprend le dessus. En effet, le quadrige redevient un symbole de puissance et de stabilité avec l’aspect victorieux et glorieux qui s’ajoute. Cependant, cette fonctionnalité symbolique va encore une fois changer avec le retour de la sculpture à Venise.

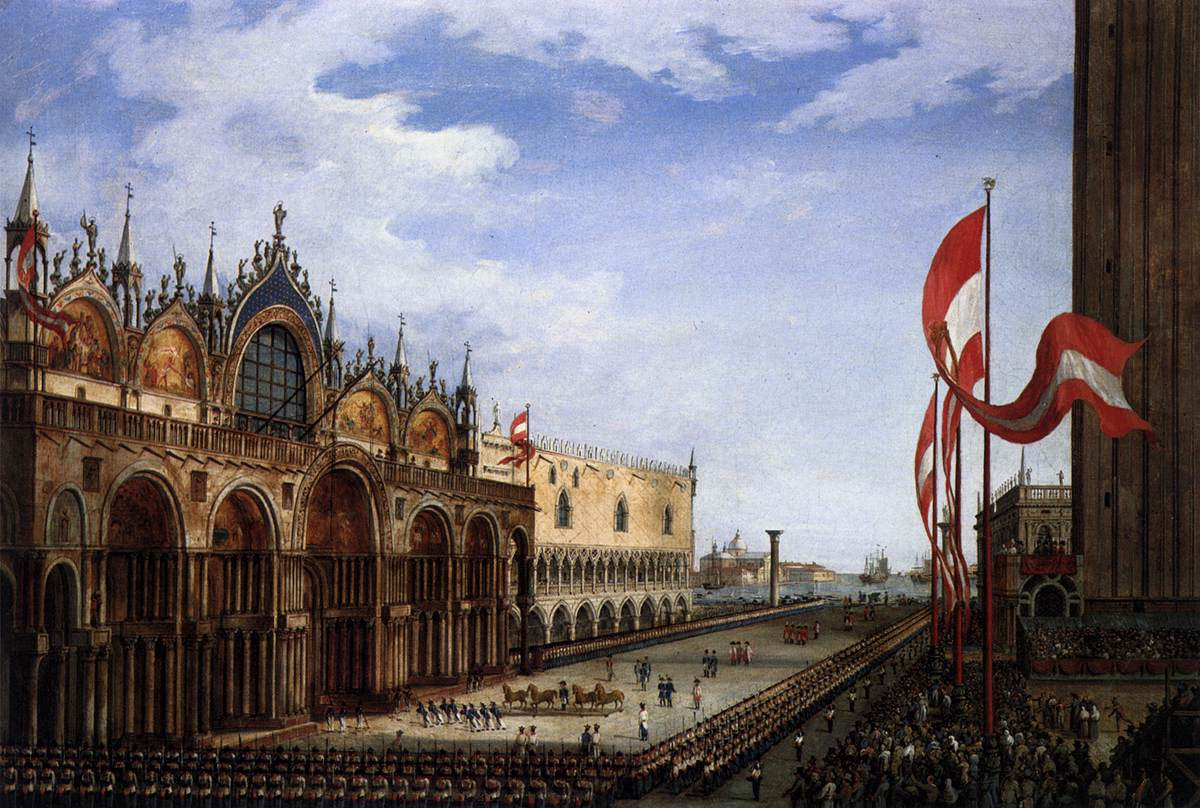
Le Retour des chevaux de Saint-Marc à Venise, par Vincenzo Chilone, 1815

À la suite de la défaite de Napoléon en 1815, les Autrichiens, nouveaux maitres de Venise rapportent le quadrige qui retrouvera son ancienne place. Pendant la Première Guerre mondiale les chevaux sont cachés au palazzo Venezia de Rome et pendant la Seconde au monastère de Praglia, près de Padoue, afin d'être protégés. Durant les années 1970, dans un souci de protéger l’œuvre de la pollution et des usures du temps, le quadrige fut installé au sein de la basilique Saint Marc et une copie identique fut installée à l’extérieure. Déjà ternies au bout de vingt ans, les répliques ont dû être nettoyées et restaurées en 2006. En 2014 enfin, le quadrige d’origine reçut une restauration complète au sein de la basilique par une équipe de restaurateurs français.

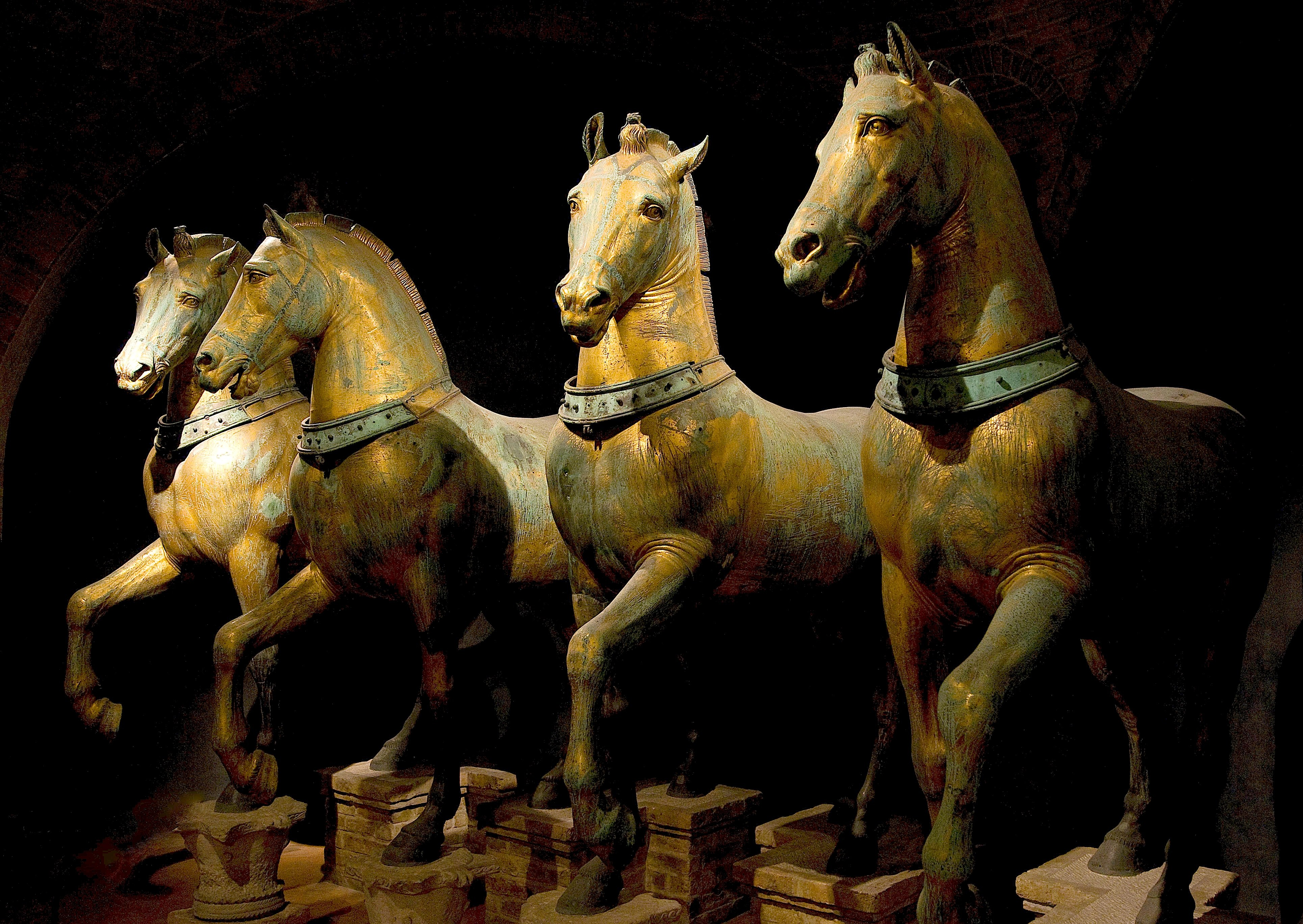
Les statues originales, conservées au musée de la basilique.
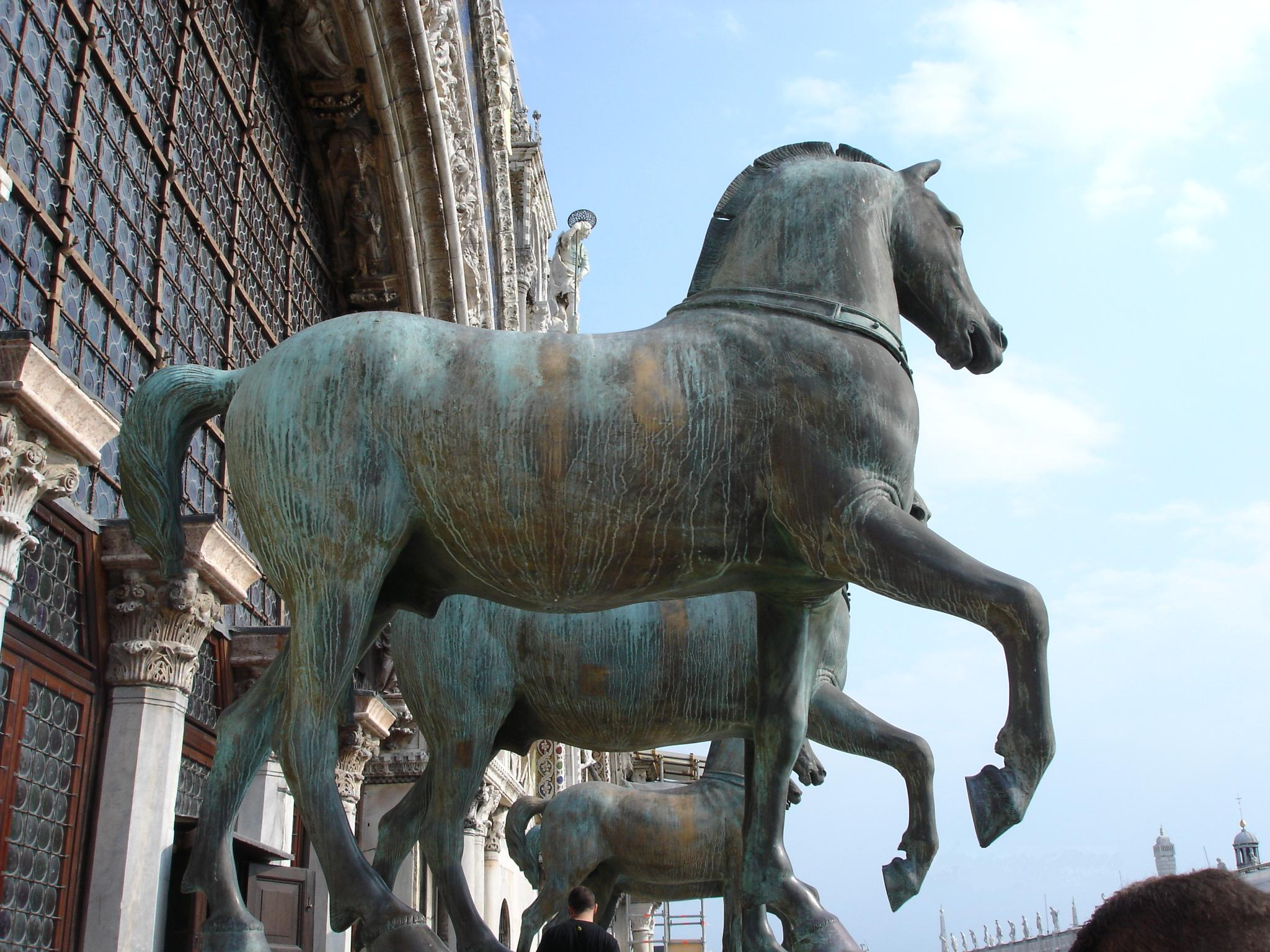
Copies en place à Venise.
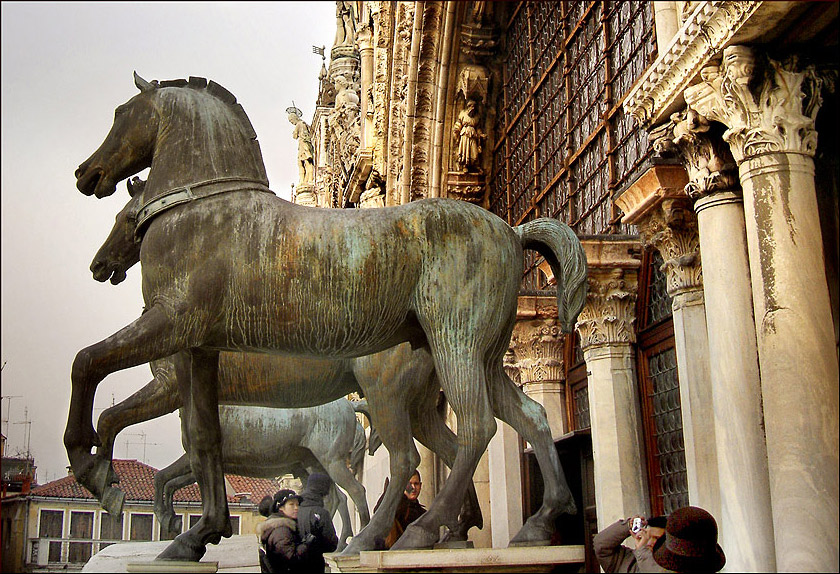
Copies en place à Venise.
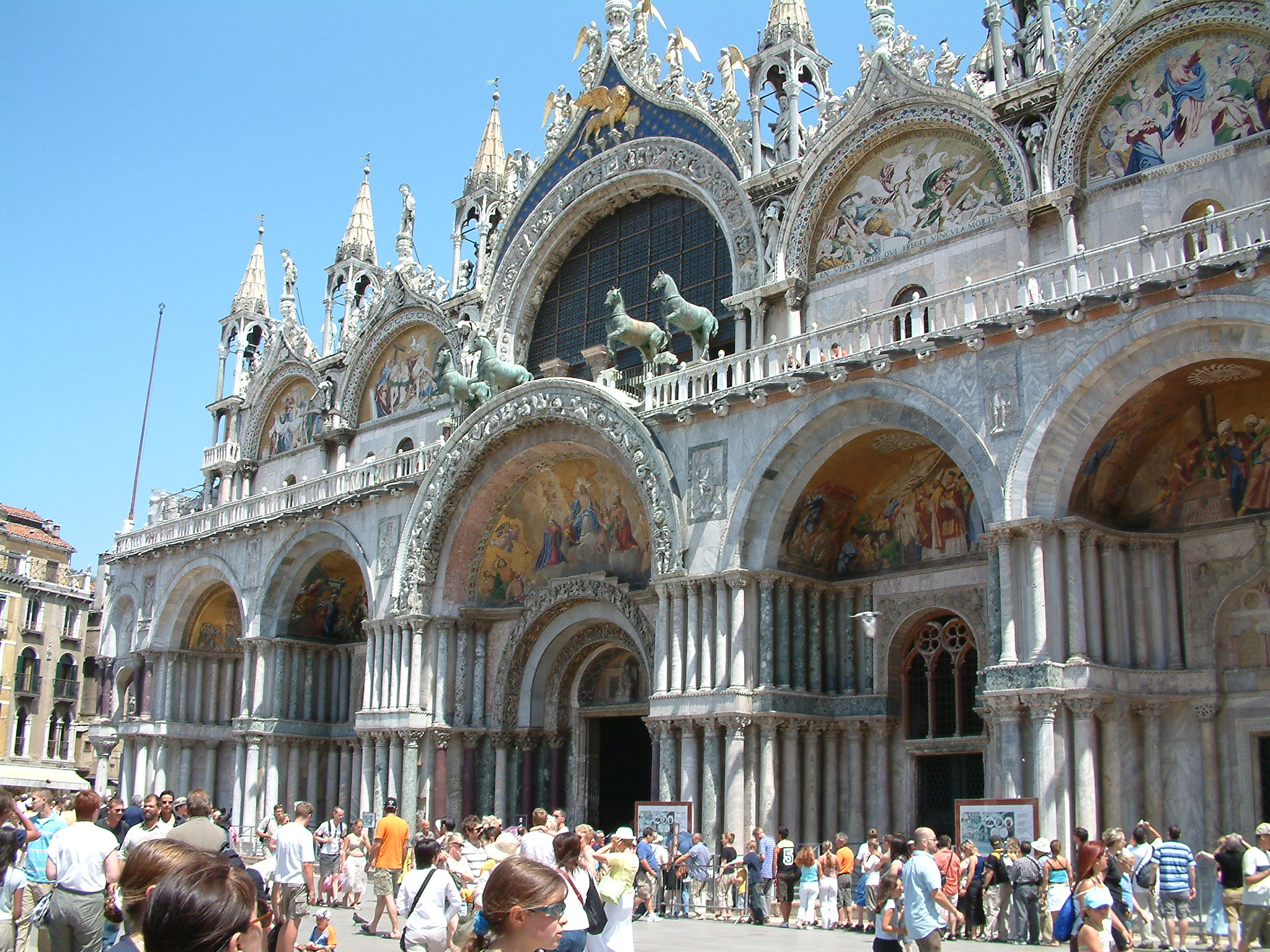
Façade de la basilique Saint-Marc.

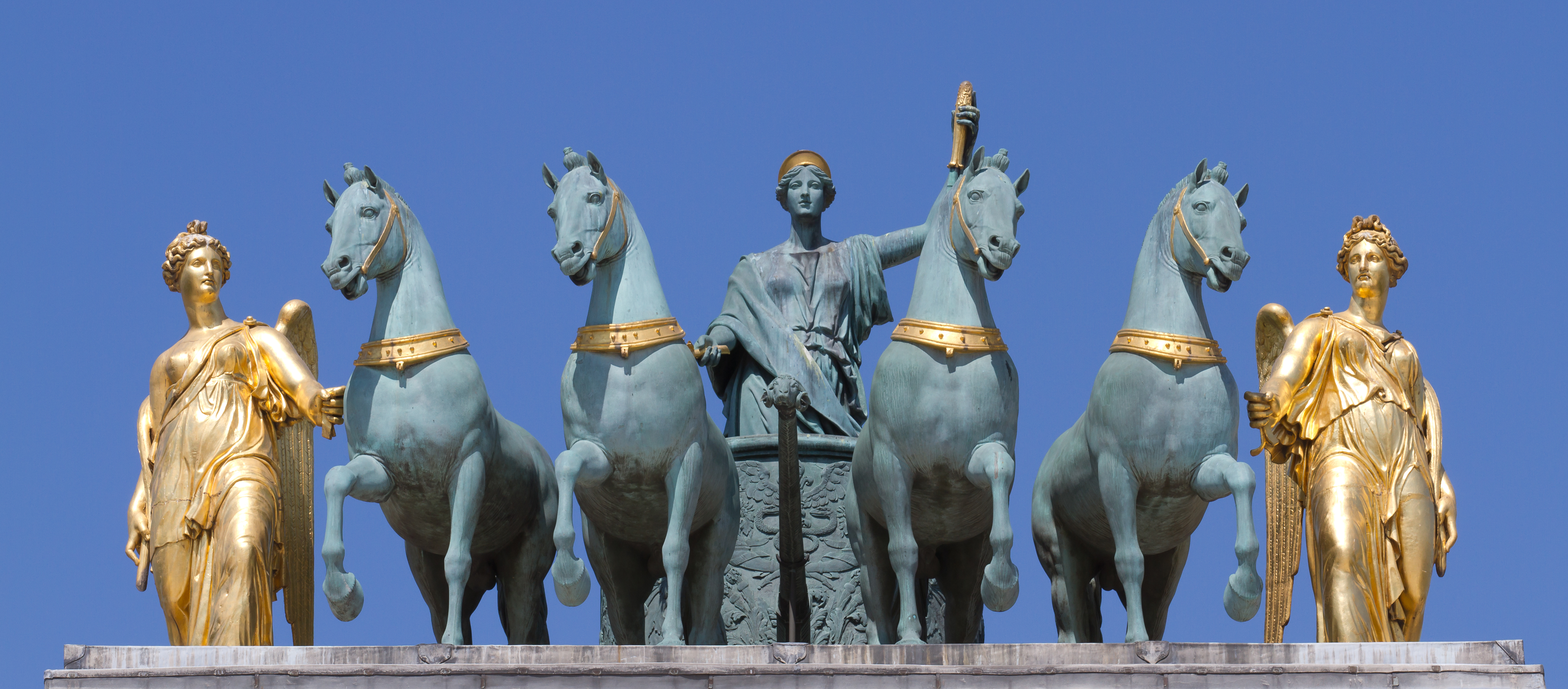
Quadrige de l'Arc de triomphe du Carrousel à Paris, copies du XIXe siècle.

## Description
Les chevaux de Saint-Marc sont les éléments restants du seul quadrige de bronze qui nous reste de l'Antiquité.
Cette sculpture serait l’une des moins anciennes ayant existé. En effet, les recherches menées ont montrées que le style de l’œuvre était d’un hellénisme tardif déjà marqué par le style solennel romain, c’est-à-dire vers la fin du IIème siècle ap. J-C.  Le char est aujourd’hui manquant mais les quatre chevaux sont dans un état remarquable de conservation. Ils sont tous identiques et font 1,17 mètres de hauteur. Cela dépasse le cadre classique en taille des chevaux antiques. Ce sont des mâles entiers sans leurs fers avec des petits harnachements. Ils possèdent tous un collier clouté qui servait à relier l’harnachement d’origine    sachant que les attaches (anneaux morses) furent brisées par les Vénitiens comme symbole de servitude envers leur ville mais de liberté face aux autres. Certaines traces persistantes sur les chevaux permettent de savoir que leur collier était un collier étrangleur. Cette information a une certaine importance car pour les sculpteurs Grecs cela permettait de simuler le redressement de l’encolure du cheval grâce à la pression et de pouvoir donner « un air de fierté » aux animaux et à la statue. Ceci s’ajoutant à la taille légèrement plus massive des chevaux. Cette caractéristique est également présente dans les autres proportions qui sont volontairement exagérées pour donner un aspect de robustesse.
Des analyses pratiquées lors d'un tour du monde d'expositions au début des années 1980 ont montré que les chevaux sont en  bronze à très faible teneur d'étain, du cuivre quasi pur à 98 %, allié à environ 1 % d'étain et 1 % de plomb, métal extrêmement difficile à couler, peu apte à remplir les fins détails des moules, alors que le bronze antique est habituellement constitué de 85 % de cuivre, 10 % d'étain, une faible quantité de plomb et autres impuretés. Chaque cheval est différent, les têtes ont été coulées à part et ne sont peut-être pas à leur place d'origine. Les colliers, qui cachent la jonction, sont plus récents, mais certainement la réplique des éléments antiques.
La surface des chevaux a été dorée au mercure, puis volontairement grattée en stries parallèles de largeur constante à l'aide d'un ciseau, très probablement pour un meilleur effet de reflet au soleil.

## La mémoire et la symbolique
Nous avons pu voir avec l'historique que le quadrige représentait la Venise victorieuse et puissante pendant une longue période. Cependant, à partir de son dernier retour dans la ville, la sculpture reçoit une nouvelle fonctionnalité symbolique. Le quadrige s’imprègne de la notion d’héritage historique et culturel. Il représente la fierté vénitienne face à son passé d’un État puissant avec un peuple solidaire ayant conquis les mers  (voir ici le retour du quadrige orchestré par les Autrichiens et mis en peinture par le Vénitien Chilone). Ce mythe est très présent en Italie, contrairement à l’étranger où la puissance vénitienne s’est estompée surtout au travers des différents conflits et à l’ambition de conquête considérée comme démesurée par la suite de Venise qui perdra au fur et à mesure des territoires comme lors de la ligue de Cambrai entre 1508 et 1517 (France, Autriche et Espagne et avec le soutien du Pape contre Venise). Enfin, la fonction de ce quadrige est de rappeler les fondements commerciaux (thalassocratie) et religieux de la ville (culte de saint Marc. Propos du doge Dandolo : « Il était à la proue de sa galère, armé de la bannière de saint Marc. Il cria à ses marins de le débarquer au plus vite. (...) Tous les Vénitiens suivirent sa direction : ceux qui étaient dans les transports à cheval se précipitèrent dehors, et ceux qui étaient dans les grands bateaux grimpèrent dans des barques et débarquèrent comme ils purent »). Ainsi, le quadrige est un élément d’exaltation du passé ayant perdu la plupart de ses anciennes fonctions (stabilité, pouvoir, etc.) mais conserve une forte connotation politique car il incarne la cité dans ses actions. Ceci est rappelé aux environ trente millions de visiteurs par an que Venise fut une clé des relations méditerranéennes.

## Vecteur de mémoire des croisades pour Venise
Le quadrige correspond en plusieurs points aux différentes analyses historiographiques sur la mémoire des croisades. Tout d’abord symboliquement il est une justification de la violence présente dans le grand narratif pour défendre les grands idéaux vénitiens et l’impérialisme de la république maritime. Le quadrige est un outil d’auto-perception très fort  faisant appel à la culture européenne et aux valeurs occidentales. De plus il est une illustration de l’imposante logistique pour mener cette croisade. Cependant, cette mémoire possède une certaine singularité de par son contexte vénitien. En effet, Venise passe loin des grandes évolutions narratives de la croisade et garde un récit plus ou moins identique depuis le Moyen-Âge  comme un outil de légitimation. De plus, les croisades sont assez secondaires dans l’histoire italienne et sont justement incarnées par l’idée de gloire vénitienne et des relations importantes avec Byzance. Nous sommes bien loin de la religiosité exacerbée de d’autres récits.